# Stoholm
Stoholm is een plaats in de Deense regio Midden-Jutland, gemeente Viborg. De plaats telt 2408 inwoners (2008).